# Biła Krynycia (obwód chersoński)
Biła Krynycia (ukr. Біла Криниця, ros. Белая Криница) – osiedle typu miejskiego na Ukrainie, w obwodzie chersońskim, w rejonie wełykoołeksandriwskim.
Biła Krynycia została założona w 1915 roku, od 1958 roku osiedle typu miejskiego.
W 1989 liczyła 1890 mieszkańców.